# 褐斑鐵甲蟲
褐斑鐵甲蟲（学名：Dactylispa higoniae）为金花蟲科窄頸鐵甲蟲屬下的一个种。